# Libéma Open 2023
Die Libéma Open 2023 waren ein WTA-Tennisturnier der WTA Tour 2023 für Damen und ein ATP-Tennisturnier der ATP Tour 2023 für Herren in Rosmalen in der Gemeinde ’s-Hertogenbosch und fanden zeitgleich vom 12. bis 18. Juni 2023 statt.

## Herrenturnier
→ Hauptartikel: Libéma Open 2023/Herren
→ Qualifikation: Libéma Open 2023/Herren/Qualifikation

## Damenturnier
→ Hauptartikel: Libéma Open 2023/Damen
→ Qualifikation: Libéma Open 2023/Damen/Qualifikation